# Personaggi de Il commissario Rex

Rex

Questa voce contiene un elenco dei personaggi presenti nella serie televisiva Il commissario Rex.

## Rex
Il cane da pastore tedesco poliziotto Rex è il protagonista della serie.
Spesso lo si trova alle prese con prove di abilità: scherza, apre porte, spinge portavivande e con il suo fiuto individua sostanze stupefacenti e cadaveri. Efficiente e ligio al dovere, si presenta sempre esattamente nel momento in cui è necessario il suo intervento.
A prendersi cura di lui sono i vari commissari di polizia che si susseguono nelle stagioni; inizialmente vive con il commissario Moser in un appartamento in Marrokanergasse 13, Wien-Landstraße; la coppia si trasferisce, dopo la prima stagione, in una casetta tranquilla alla periferia di Vienna. La casa è di proprietà di un uomo che non vuole cani, ma che cambia idea quando Rex, accortosi di una perdita di gas, gli salva la vita.
Rex viene frequentemente chiamato a risolvere situazioni difficili, persino ad aiutare una giovane ragazza che stava tentando il suicidio. In uno degli episodi più famosi Rex salva un ostaggio strisciando di nascosto dietro il criminale che lo tratteneva, e saltandogli addosso riesce a disarmarlo.
C'è un notevole elemento di humor in tutte le attività di Rex. Costantemente stuzzica Stockinger, gli tira il cappotto, gli nasconde le scarpe e gli ruba un panino. Negli episodi successivi Hollerer tiene un punteggio dei successi di Bock contro Rex, non adulando certo i risultati del collega (pochissimi).
Rex reagisce particolarmente alle parole "Frau" (donna) e più tardi a "Tierarzt" (veterinario). Durante un episodio in cui Max si lamenta con Moser: "Non conosci neanche una donna", Moser dice a Max: "Non dire quella parola. Ogni volta che sente dire 'donna', Rex scappa con le mie camicie". Max gli chiede: "E che cosa se ne fa?" e Moser gli dice: "Le lava".
Più tardi, dopo la partenza di Sonja Koller, la veterinaria con cui aveva una relazione, Moser deve lavorare sotto copertura, per cui si deve assicurare che Rex faccia finta di non riconoscerlo.
Pertanto dice a Stocki: "Se vuoi che Rex smetta di fare qualsiasi cosa stia facendo, non hai altro che da dire la parola "veterinario". Questo comando viene usato in una scena memorabile in cui Stockinger, mentre era sulla scena del crimine, per chiamare Rex lo apostrofa gridando: "Veterinario, veterinario!".
Rex ha un debole per i panini con il würstel, o "Wurstsemmeln", in dialetto locale. È stato Moser a dire per primo di lui: "Vive praticamente per questo".
In tutti gli episodi, infatti, Peter Höllerer e Rex si divertono a rubare i panini di Ernst Stockinger, approfittando della sua paura per i cani.

## Commissari

### Richard Moser
Il primo commissario è Richard Moser, soprannominato Richie, un ostinato poliziotto, che a inizio serie si trova a dover affrontare il divorzio dalla moglie Gina.
Dopo che il padrone di Rex venne ucciso da un assassino, un sospettato in fuga, Moser aiuta Rex, allo scopo di salvarlo dalla depressione; viene così "adottato" da Moser in via non ufficiale. Famosa è la frase che Moser a un certo punto dice: "Se prendo con me il cane, lo stato risparmia e Rex vive".
Moser è uno scapolo e gli episodi spesso presentano alcune avventure che Moser ha con delle belle ragazze. Tuttavia, con l'eccezione di una breve relazione con una veterinaria del posto (che Rex disapprovava completamente), non forma nessuna relazione seria.
Come già dal primo episodio, "Capolinea Vienna", l'intera serie  è caratterizzata da un sottile humor. 
Il rapporto d'affetto tra Richard e Rex risulta perfettamente caratterizzato dalla sceneggiatura e dalla bravura degli interpreti, toccando picchi non più raggiunti dai successivi commissari, divenendo il commissario più amato dai telespettatori dell'intera serie.
Moser viene ucciso da un pazzo omicida nel quinto episodio della quarta stagione.
Moser è molto legato all'ex poliziotto Max Koch, che considera come un padre, in quanto fu proprio Koch a toglierlo dalla strada, evitandogli una carriera criminale, e a farlo entrare in polizia sotto la sua guida.
È stato definito un "Nico Giraldi austriaco", ma meno manesco e sboccato e più curato nell'aspetto fisico.

### Alex Brandtner
Alex Brandtner sostituisce il commissario Moser dopo la sua morte. Rex, depresso, non mangia più dal giorno dell'uccisione di Moser, per cui viene preso in custodia da Alex, ma fa fatica ad adattarsi al nuovo padrone. Dopo qualche giorno, però, Alex riesce a convincerlo e a farlo mangiare. Gedeon Burkhard è un attore che introduce un elemento di maggior prestanza fisica al personaggio del commissario, che spesso si concretizza in puntate con spunti di azione maggiori delle precedenti.
Anche lui come Moser è uno scapolo che ha brevi relazioni con donne, naturalmente disapprovate da Rex: anche alcuni suoi episodi si basano sulle brevi relazioni che ha con le donne; a differenza di Moser, però, non si è mai sposato. Ed è appassionato di boxe, dove in alcuni episodi lo si vede allenarsi con il sacco da boxe. 
Esce di scena alla fine della settima stagione, senza un vero finale per il suo personaggio. Non sono mai state confermate le voci, susseguitesi negli anni, dell'esistenza di una puntata inedita che si concludeva con la morte di Brandtner.
Seppur non ai livelli di Moser, Brandtner risulta sicuramente come il secondo commissario più amato e il secondo per numero di puntate dopo Moser.
Una curiosità: Gedeon Burkhard interpretò il ruolo di Stephan Lanz, un folle killer, nel nono episodio della prima stagione della serie, intitolato Follia omicida.

### Marc Hoffmann
Marc Hoffmann appare per la prima volta nell'episodio Non baciate i poliziotti, e sostituisce Alex Brandtner. Desiderando un cane e sapendo che ce n'è uno senza padrone nella squadra che dovrà capeggiare, si rivela subito disposto a conviverci e, quando lo conosce, anche Rex si rivela d'accordo. Ha una relazione con Niki Herzog, l'unica donna che non fa ingelosire Rex, ed è un uomo molto alla moda. Marc è un poliziotto molto più inesperto e goffo dei precedenti ma progressivamente, soprattutto grazie ai consigli del medico legale, il dottor Graf che vede in lui una sorta di allievo, riesce a risolvere i vari casi.
Esce di scena alla fine della decima stagione soprattutto per il non gradimento da parte del pubblico mai sbocciato rispetto agli altri due precedenti commissari; anche in questo caso l'uscita di scena non è giustificata dalla sceneggiatura, e anche per Hoffmann le voci dell'esistenza di una puntata finale con la morte del commissario, girata ma mai mandata in onda, sono state smentite. Nelle tre stagioni dove è presente, la serie ha un minor carico d'azione rispetto a tutte le precedenti.
Come Gedeon Burkhard, anche Alexander Pschill era apparso in precedenza nella serie in un altro ruolo, nello specifico un meccanico che tentava di estorcere del denaro a un facoltoso automobilista che aveva investito e ucciso un uomo nell'episodio della seconda stagione, L'incidente.

## Detective secondari

### Ernst Stockinger
Come "spalla" di Rex e Moser, all'inizio compare Ernst Stockinger, soprannominato Stocki, un personaggio sempre più simpatico man mano che la serie si sviluppa. Non è proprio quello che si dice un "amante dei cani", anzi ne ha una vera e propria fobia; tuttavia, con il trascorrere delle puntate, Stocki finisce con l'affezionarsi a Rex, tanto che ogni qualvolta Moser deve allontanarsi per missioni in incognito o altre emergenze affida sempre al collega il suo cane.
Stockinger è sposato e usa il suo matrimonio per dimostrare, scherzando, di essere più esperto di Moser in fatto di donne. Frequentemente lui e Moser vengono a contatto con donne o sospetti o testimoni, per cui Stockinger dice gentilmente a Moser: «Richard, ormai da quando sei divorziato hai perso il tuo tocco magico con le donne». Pare che la moglie di Stockinger non sia tanto contenta della professione del marito, e Moser spesso glielo ricorda.
Un'altra cosa divertente di Stockinger è il suo costante riferimento a un ospedale dove lui è stato operato, a causa di un'ulcera allo stomaco.
Sembra deliziato nel raccontare storie di questo ospedale anche nei momenti meno opportuni, persino durante i pranzi con i colleghi.
La popolarità del personaggio ne fanno probabilmente il detective secondario più amato dell'intera serie (un mix di situazioni comiche abbinate a grandi capacità investigative e umane, perfettamente caratterizzato dall'attore Karl Markovics) porta la produzione a ideare per lui una serie autonoma. Stockinger alla fine della seconda stagione si trasferisce dunque a Salisburgo, laddove la moglie Karin ha ereditato lo studio dentistico del padre. Moser, nel suo discorso d'addio, scherzando con lui gli dice: «Non ci mancherai perché non sei un bravo poliziotto e non sei un buon amico». 
Il personaggio diventa così protagonista della serie spin-off Stockinger.

### Alfred Peter Höllerer
Il sovrappeso Höllerer, nella serie, è una costante sorgente di situazioni comiche. Di solito si rifugia dietro la sua scrivania o al telefono, ma le sue "difese" cadono immediatamente nel momento in cui Moser e Stockinger (e più tardi Brandtner e Bock) richiedono la sua collaborazione. Si dice che sia sorprendentemente veloce quando corre, e molto più abile alla guida dei suoi colleghi.
Höllerer ha spesso ruolo di coordinatore dall'ufficio del commissariato nel momento in cui viene pianificata un'operazione. In questi casi rivela di avere una lucidità e un'abilità insolita in situazioni contingenti.
Höllerer ha un debole per Rex e nel corso della serie lo troviamo spesso impegnato nell'insegnare al pastore tedesco nuove attività, come quella di innaffiare le piante o l'impegno in allenamenti ginnici. Sono divertenti le volte in cui Höllerer tiene un punteggio degli scherzi riusciti tra Böck e Rex, nei quali Rex ha quasi sempre la meglio su Böck.
Abbandona la polizia per occuparsi di sua madre, una donna di cui spesso parla, e del suo ristorante. Viene sostituito da Fritz Kunz nel settimo episodio della quinta stagione.
Una curiosità: nelle serie con protagonista Tobias Moretti nei panni di Moser gli spettatori italiani ascoltano non di rado il commissario rivolgersi al collega chiamandolo "Alfred", apparentemente dunque il suo nome di battesimo, salvo poi rimanere disorientati nel momento in cui, con l'arrivo di Brandtner, Höllerer si presenta al nuovo capo col nome "Peter". Nessun errore di distrazione nella stesura originale, bensì una licenza del doppiaggio italiano: Richard nell'originale tedesco chiama infatti Höllerer sempre e solo per cognome, ma talvolta nel doppiaggio italiano è stato inserito il nome "Alfred", evidentemente scelto a caso con l'intenzione di rendere più confidenziale il rapporto tra i due amici. Il doppiaggio italiano è dovuto inevitabilmente tornare sui propri passi traducendo fedelmente "Peter" nel momento in cui il vero nome del poliziotto fu introdotto nell'originale in tedesco.

### Christian Bock
Christian Bock è un degno sostituto di Stockinger e nonostante non abbia paura dei cani, nelle prime puntate entra anch'egli in "conflitto" con Rex in quanto non riesce a capacitarsi della sua intelligenza. Appena arrivato sottopone quindi Rex a costanti prove di abilità, la maggioranza delle volte per la conquista da parte di Rex dei panini; in un episodio, dopo che Rex ha battuto Bock, Moser dice a quest'ultimo: "Bock, dovrai abituarti alla realtà, Rex è molto più intelligente di te". Molto spesso sia Moser sia, successivamente, Brandtner devono spiegare a Bock come Rex faccia a capire molte cose o a trovare le prove.  
Esce di scena alla fine della settima stagione senza spiegazione, al pari di Brandtner.

### Fritz Kunz
Fritz Kunz sostituisce Höllerer, affermandosi come terzo uomo della sezione omicidi in chiave più umoristica rispetto al predecessore. Egli risulta imbattibile nel temperare e sistemare ordinatamente le matite e la sua scrivania, azioni che lo rendono oggetto di scherzi compiuti specialmente da Rex. È inoltre un maniaco delle statistiche.
Quando Alex e Bock lasciano la serie, Fritz si rivela disposto a convivere con Rex. Fritz conosce Hoffman e Herzog da poco tempo ma dimostra di avere un debole per quest'ultima. Proprio questi sentimenti diventano motivo di confronto con Hoffman per servire o accudire Herzog.
Ogni volta che viene a conoscenza di particolari scabrosi sulle indagini le commenta con il suo intercalare "terrificante".
Egli, data la sua indole e mole pacifica e sorniona, viene scelto suo malgrado (ma non sempre) per missioni segrete o casi difficili sotto copertura (una volta come apprendista di cucina, un'altra come operaio in uno stabile, un'altra ancora come un cantante-giocoliere in un mercato stradale e un'altra ancora come cliente di un probabile parrucchiere-killer).
Fritz Kunz è l'unico dei personaggi storici delle precedenti stagioni ad apparire assieme al dott. Graf. Nell'episodio 12 della seconda stagione italiana si viene a sapere che è diventato maggiore.

### Niki Herzog
Niki Herzog sostituisce Bock, è la prima donna nella squadra, è anche l'unica donna fidanzata con il padrone di Rex che non fa ingelosire quest'ultimo. A volte si rivela più capace dello stesso Hoffman, più che nelle indagini nell'azione.
Il personaggio, tuttavia, non ricevette particolare gradimento da parte del pubblico alla pari di Marc Hoffmann e uscì di scena dopo la prima puntata della decima stagione, facendone la detective secondaria meno amata dal pubblico dell'intera serie. Dopo l'uscita del personaggio le ultime tre puntate della decima stagione (la decima stagione è composta da soli quattro episodi) vedono infatti Hoffmann indagare affiancato dal solo collega Kunz. Anche lei come Gedeon Burkhard e Alexander Pschill era apparsa in precedenza nella serie in un altro ruolo, comparendo nella prima puntata della settima stagione, nel ruolo dell'amica di una vittima.

## Aiutanti

### Dott. Leo Graf
Il dott. Leo Graf è un medico legale consultato dai detective. Quasi sempre si trova egli stesso sulla scena del crimine, e a seguire nel suo laboratorio di medicina legale, per i risultati dell'autopsia o altri dettagli riguardanti il caso. Il dott. Graf è un tipo permaloso, ma sotto la sua scorza si mostra una persona molto saggia e umana. Frequentemente intrattiene i detective, contro la loro volontà, con raccapriccianti dettagli delle sue autopsie. Appare insolitamente a suo agio nel suo laboratorio circondato da corpi morti. Molti degli episodi iniziali giocano sulle contrastanti reazioni dei poliziotti, specialmente Moser, quando si trovano di fronte ai cadaveri presenti nel laboratorio.
Tuttavia, ogni tanto, il dott. Graf si offende a causa della pressione che gli mettono i suoi colleghi. In una memorabile telefonata tra Moser e il dott. Graf, si accordano sul numero di sigari cubani da pagare al dott. Graf per il suo lavoro di fine settimana. In un'altra scena, vediamo l'auto del dott. Graf rimossa mentre sta investigando sulla scena del delitto. Le sue invettive contro le autorità responsabili sono a dir poco sorprendenti.
Nel gruppo con Moser, Graf è sempre stata una persona simpatica e amabile, ma in seguito all'arrivo di Brandtner le relazioni cambiano. I primi episodi vedono Brandtner dialogare in modo formale tra i suoi colleghi e il medico, di solito utilizzando il tedesco "Sie", il tipico "Lei" italiano. A un certo punto la forma si rompe e la nuova squadra è invitata a dare del tu anche al nuovo capo e a chiamare il dott. Graf "Leo", un segno di notevole familiarità presso le società tedesca e austriaca.
Le relazioni con Hoffmann e Herzog sono del tipo insegnante-studente. Emerge presto che Hoffmann viene come istruito da Graf, ed è chiaro che il nuovo poliziotto mostra una certa deferenza nei confronti del più anziano. Graf assume il ruolo di consigliere della squadra.
Lo si vede raramente prepararsi per appuntamenti con delle signore.
Arriva fino alla conclusione della decima stagione, cioè alla conclusione della produzione austriaca, risultando quindi l'unico interprete presente dall'inizio alla fine della serie. Rientra per una puntata nella seconda stagione italiana.

### Max Koch
Interpretato da Fritz Muliar viene chiamato da tutti i colleghi Max. Koch è un poliziotto in pensione che salvò Moser da una deriva criminale, e ne divenne successivamente il mentore. Spesso lo si vede consigliare Moser, in un bar o in una hall di una piscina: i consigli di Koch sono risolutivi in molti casi difficili, soprattutto quando si tratta di analizzare la psicologia femminile, di cui Moser viene accusato, a causa del suo divorzio, di essere inesperto.
Man mano che la serie va avanti, il ruolo di Koch si modifica, ritrovandosi perfino a essere una spia per Moser, soprattutto in certi ambienti dove i colleghi della squadra omicidi sono ben conosciuti.
Un esempio è la visita di Koch in un ristorante che fornisce a Moser le informazioni definitive per la soluzione di un caso, o la puntata in cui si arrovella alla soluzione di un particolare e brutale omicidio seduto su una panchina in un parco con Rex. Koch sembra sempre molto riluttante a fare il lavoro che gli chiede Moser, avvertendolo ogni volta che sarà l'ultima volta... Anche Stockinger nota in una puntata come sia sempre l'ultima volta... In realtà Koch, di là dalle riluttanze iniziali, si lascia coinvolgere volentieri, avendo in fondo nostalgia per il suo vecchio lavoro; è lo stesso Richard a confermarlo, sottolineando più di una volta come Max trascorra gran parte del suo tempo libero rileggendo i fascicoli dei vecchi casi insoluti. Moser si appella spesso alla sensibilità e al gusto di Max.
In seguito al trasferimento di Stockinger a Salisburgo, Koch assiste la squadra nella riorganizzazione dell'ufficio.
Esce di scena dopo la morte di Moser.